# Campionati panamericani di badminton a squadre 2022
I Campionati panamericani di badminton a squadre 2022 si sono svolti ad Acapulco, in Messico. È stata la 9ª edizione del torneo, organizzato dalla Badminton World Federation.

## Podi
| Evento           | Oro         | Argento | Bronzo  |
| Torneo maschile  | Canada      | Brasile | Messico |
| Torneo femminile | Stati Uniti | Canada  | Brasile |